# 拟弯距翠雀花
拟弯距翠雀花（学名：Delphinium pseudocampylocentrum）是毛茛科翠雀属的植物，是中国的特有植物。分布于中国大陆的四川等地，生长于海拔4,400米的地区，见于山地草坡，目前尚未由人工引种栽培。